# Boston Consulting Group

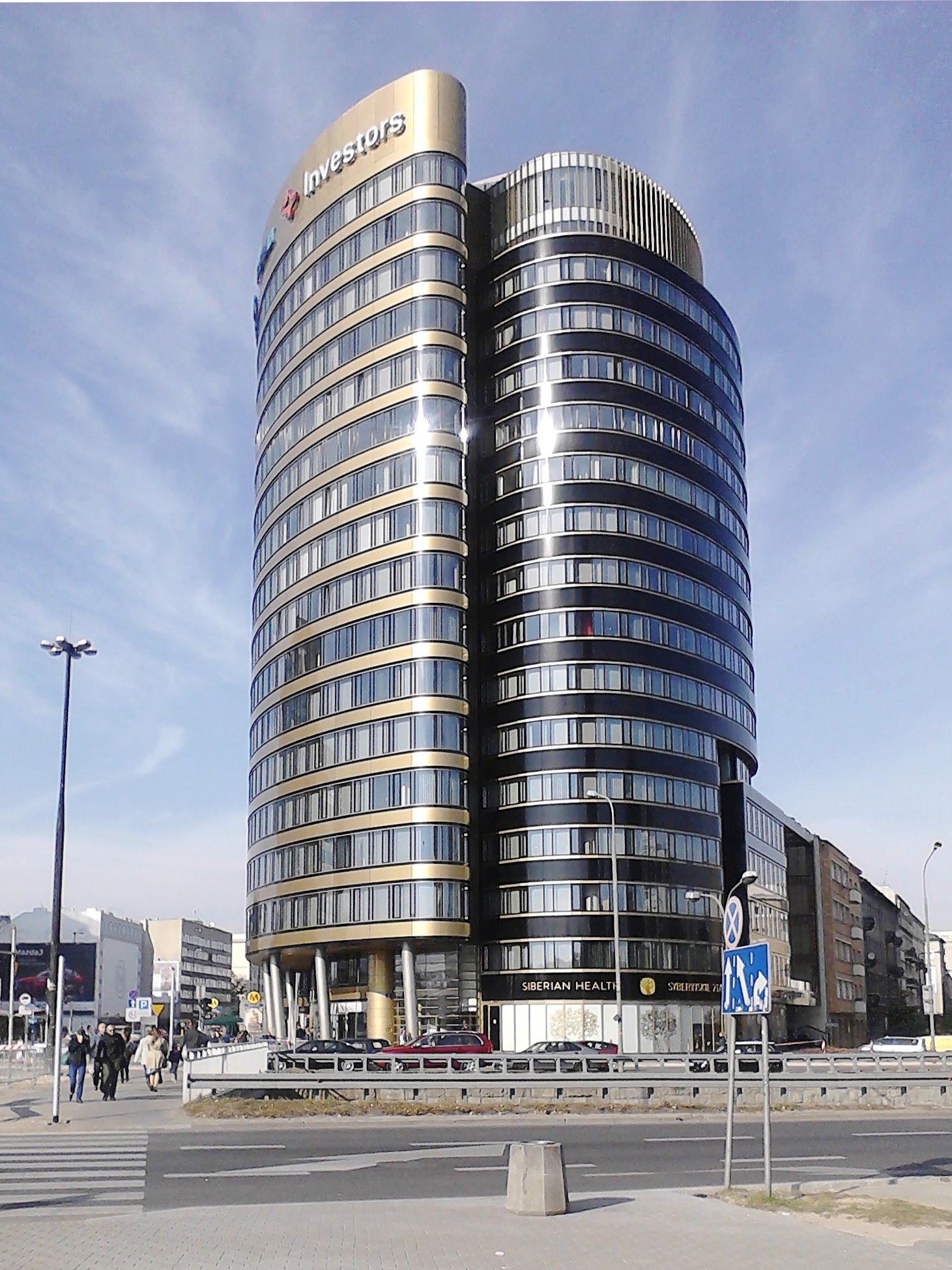
Biurowiec Zebra Tower w Warszawie, siedziba BCG w Polsce

The Boston Consulting Group (BCG) – amerykańska międzynarodowa firma konsultingowa założona w 1963 roku, z siedzibą w Bostonie w stanie Massachusetts. 
Od 2021 roku prezesem zarządu BCG jest Christoph Schweizer.

## Działalność
Spółka została założona przez Bruce'a Hendersona. Jest uważana za lidera w zakresie konsultingu, który zrewolucjonizował zarządzanie strategiczne, między innymi dzięki opracowaniu koncepcji takich jak macierz BCG, krzywa uczenia się czy konkurencja w czasie. 
Zatrudnia absolwentów uczelni biznesowych i technicznych oraz programów MBA, m.in. Harvard Business School, IESE, INSEAD, a także London Business School. BCG jest partnerem World Economic Forum, COP27 – 2022 United Nations Climate Change Conference oraz Retail Leadership Summit.
Na poziomie międzynarodowym BCG wspiera Milenijne Cele Rozwoju Organizacji Narodów Zjednoczonych, współpracuje ze Światowym Programem Żywnościowym ONZ, a także organizacją Save the Children oraz Fundacją Billa i Melindy Gatesów.
BCG zobowiązuje się do realizacji siedemnastu Celów Zrównoważonego Rozwoju ONZ, szczególnie akcentując Siedemnasty Cel dotyczący globalnego partnerstwa. Od 2018 roku firma posiada certyfikat CarbonNeutral, związany z Trzynastym Celem dotyczącym działań przeciwko zmianom klimatu. Inwestycje i zaangażowanie BCG w sprawy środowiskowe rosły z roku na rok, obejmując projekty, inicjatywy zrównoważonego rozwoju i osiągając neutralność węglową do 2030 roku. Polityka neutralności węglowej oparta jest na czterech filarach: mierzeniu, analizie i raportowaniu śladu węglowego, redukcji emisji w łańcuchu wartości, neutralizacji poprzez handel certyfikatami w ramach unijnego systemu handlu emisjami oraz naukowo-opartej doskonalenia we współpracy z ekspertami i interesariuszami. BCG uzyskało najwyższy wynik (ocenę A) w klasyfikacji CDP Climate A-list za efektywne zarządzanie i redukcję emisji gazów cieplarnianych.
We wrześniu 2022 roku BCG przejęło firmę doradczą Quantis specjalizującą się w zrównoważonym rozwoju i społeczną odpowiedzialnością biznesu.
W roku 2022 Boston Consulting Group zatrudniała 30 000 pracowników na całym świecie.

### BCG w Polsce
Biuro BCG w Polsce założone zostało w 1997 roku. Kieruje nim Oktawian Zając. Do grona partnerów zarządzających warszawskiego BCG należą: Franek Hutten-Czapski, Agnieszka Kulas, Rafał Krzyżaniak, Norbert Dworzyński i Robert Stanikowski.
W 2019 roku w Warszawie zostało otwarte biuro BCG Platinion – technologiczne ramię firmy, które pełni funkcję głównego ośrodka dla Europy Środkowo-Wschodniej, zarządzane przez Łukasza Margańskiego.
W 2022 roku warszawskie biuro BCG zainicjowało program Ukrainian Virtual Hub mający na celu zapewnienie obywatelom Ukrainy możliwość zatrudnienia w biurach BCG na całym świecie.
Spółka ma siedzibę w biurowcu Zebra Tower przy ul. Mokotowskiej 1 w Warszawie.